# Спенсер, Джорджиана
Ма́ргарет Джорджиа́на Спе́нсер, графиня Спе́нсер (англ. Margaret Georgiana Spencer, Countess Spencer), в девичестве По́йнтц (англ. Poyntz), 8 мая 1737, Сент-Джеймсский дворец, Лондон — 18 марта 1814, Сент-Олбанс) — британская аристократка и филантроп. Дочь дипломата Стивена Пойнтца и Анны Марии Мордаунт. В 1754 году вышла замуж за Джона Спенсера, одного из самых богатых людей той эпохи. В браке было трое детей, включая Джорджиану, герцогиню Девонширскую. В 1765 году супруги стали графом и графиней Спенсер.

## Ранняя жизнь
Маргарет Джорджиана Пойнтц родилась 8 мая 1737 года в Сент-Джеймском дворце, став четвертым выжившим ребёнком Стивена Пойнтца и Анны Марии Мордаунт. Её отец был успешным дипломатом, закончил Итонский колледж, был управляющим делами герцога Камберлендского и членом тайного совета короля Георга II. Мать Джорджианы была одной из фрейлин королевы Каролины Бранденбург-Ансбахской и дочерью достопочтенного Джона Мордаунта, 1-го виконта Мордаунта. Стивен Пойнтц скончался, когда Джорджиане исполнилось тринадцать лет, оставив семье достаточное количество денег.

## Брак
В 1754 году 17-летняя Джорджиана Пойнтц встретила 20-летнего Джона Спенсера, унаследовавшего огромное состояние от своей бабушки, Сары Черчилль, герцогини Мальборо. Леди Пойнтц считала Джона «красивее, чем ангела». Своему другу она писала: «Я никогда не буду владеть им, и никогда не отрицаю, что я люблю Спенсера больше, чем кого-либо на земле». Джон Спенсер не был уверен, получит ли он разрешение на брак с Джорджианой от своей семьи, и решил провести несколько месяцев в путешествии до своего 21-летия, когда мнение родственников уже не будет иметь значения. Тайная свадебная церемония состоялась 20 декабря 1755 года в Элторпе через 11 дней после того как жениху исполнился 21 год. Через пять дней после объявления о заключении брака был организован бал, на котором присутствовало около 500 гостей.

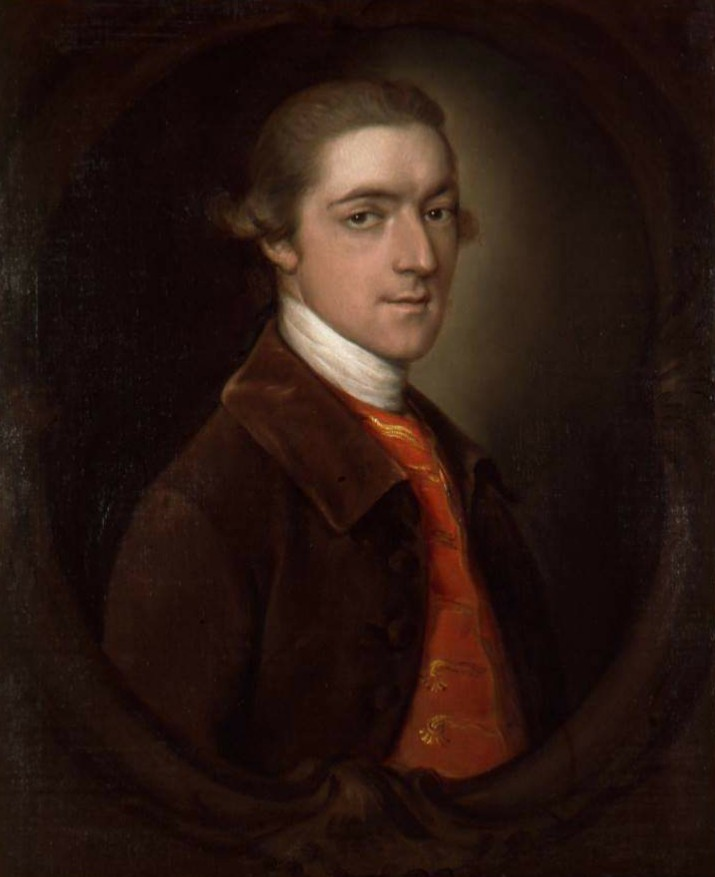
Граф Спенсер на картине Томаса Гейнсборо

Первые года брака были счастливыми. В 1757 году Джорджиана родила первую дочь, названную в честь матери, которую мать называла Милая Джи. В 1758 году она родила сына Джорджа, а в 1761 году вторую дочь Генриетту. Семье Спенсеров принадлежало много домов в Великобритании, но супруги предпочитали жить в Элторпе. В 1764 году семья переехала в их новую лондонскую резиденцию Спенсер-хаус. Роскошный особняк строили семь лет, он стоил 50 000 фунтов стерлингов.
В 1756 году Джон Спенсер вошёл в палату общин. В 1761 году от короля Георга III ему был пожалован титул виконта Спенсера и барона Элторпа, который был заменён в 1765 года на титул виконта Элторпа и графа Спенсера при содействии герцога Ньюкасла.
Спенсеры были щедрыми меценатами, покровительствовали писателям и художникам. В своей лондонской резиденции они проводили спектакли и концерты. Согласно биографу Донне Эндрю, леди Спенсер была «исключительно умной и хорошо образованной женщиной». Она свободно говорила на французском и итальянском языках, обладала некоторыми познаниями в греческом языке, изучала ботанику. Собрание писем Джорджианы является самой крупной частной коллекцией писем, хранящейся в Британской библиотеке. Леди Спенсер была известным филантропом и одной из первым дам Великобритании, кто увлекался этим занятием. Она общалась с изобретателем зонта Джонасом Хенвеем, обсуждая с ним вопросы благотворительности и о том, как она может помочь бедным.

## Вдовство и смерть

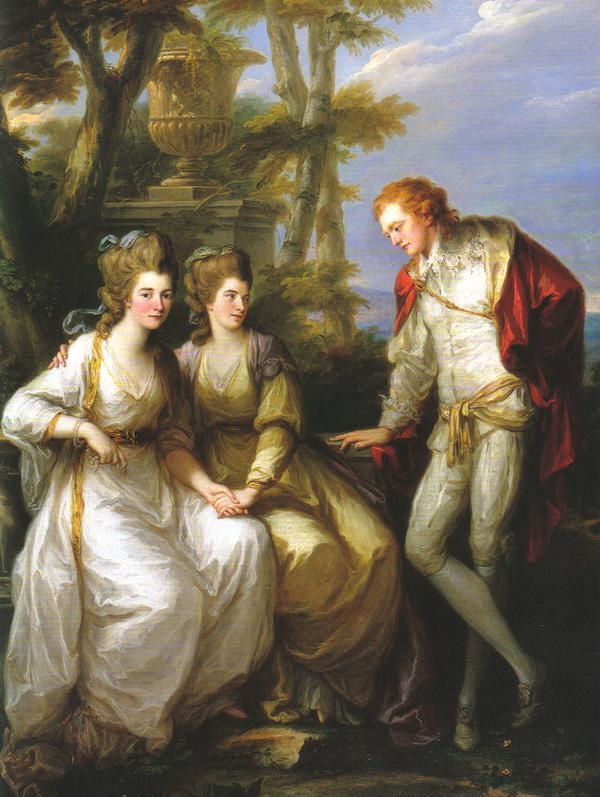
Трое детей леди Спенсер: Джордж, Генриетта, Джорджиана

Джон Спенсер был крайне болезненным человеком. Он умер 31 октября 1785 года в возрасте 48 лет. Своей жене и детям он оставил огромное количество долгов, но, по словам историка Ричарда Милварда, «он значительно расширил свои семейные поместья, повысил престиж своей семьи, собрал огромную коллекцию итальянской живописи». Джорджиана, после смерти мужа, редко бывала в обществе. Она предупреждала своих дочерей, чтобы у тех не было долгов, хотя её предупреждения оставались без внимания.
В 1785 году младшая дочь леди Спенсер родила дочь Каролину. Леди Спенсер оставалась с дочерью и внучкой, чтобы помогать ухаживать за ребёнком. Бабушка принимала активно участие в воспитании своей внучки Каролины, которая в будущем стала известна благодаря любовной связи с лордом Байроном. Скончалась Джорджиана 18 марта 1814 года в Сент-Олбансе и была похоронена двенадцать дней спустя в Брингтоне, Нортгемптоншир.

## Дети
От брака с Джоном Спенсером, графом Спенсером и виконтом Элторпом родилось пятеро детей, из которых выжили трое:
- Джорджиана (1757—1806) — первая супруга Уильяма Кавендиша 5-го герцога Девонширского, имела от него троих детей. От связи с Чарльзом Греем у неё была внебрачная дочь;
- Джордж (1758—1834) — 2-й граф Спенсер и виконт Элторп, был женат на Лавинии Бингхем, имел девять детей;
- Генриетта[англ.] (1761—1821) — супруга Фредерика Понсонби, 3-го графа Бессборо, имела шестерых детей;
- Шарлотта (1765—1766) — скончалась в детстве;
- Луиза (род. и ум. 1769) — скончалась в детстве.

Джорджиана Спенсер через своих детей является предком Дианы, принцессы Уэльской и Сары, герцогини Йоркской.